# Base Espacial de Pituffik
A Base Espacial de Pituffik (Pituffik Space Base; antiga Base Aérea de Thule, até abril de 2023), é uma base aérea da Força Aérea dos Estados Unidos.                                                
Está situada na costa noroeste da Gronelândia, junto à baía de Baffin, a cerca de 120 km a sul da pequena cidade de Qaanaaq.                                     É a base militar mais setentrional dos Estados Unidos, fazendo parte da sua defesa antimíssil, para a qual dispõe de radar capaz de detetar a aproximação de mísseis antibilísticos.

Possui uma pista asfaltada com 3047 metros de comprimento, a mais comprida da Gronelândia.                                                                                            Tem cerca de 650 efectivos civis e militares, dos quais cerca de 150 são militares americanos.

Foi instalada pelos Estados Unidos em 1951-1953, na sequência do ”Acordo de Defesa da Gronelândia de 1951” (Forsvarsaftale for Grønland af 1951; 1951 Greenland Defense Agreement), pelo qual  os Estados Unidos ajudariam a Dinamarca a defender a Gronelândia, e em contrapartida teriam livre acesso ao território da Gronelândia.

É um enclave separado, não pertencendo politico-administrativamente, mas estando situado na comuna de Avannaata.                                                                                                                    É o segundo aeroporto mais setentrional da Gronelândia, estando mais a norte apenas o Aeroporto de Qaanaaq.
Este aeroporto foi muito importante durante a Segunda Guerra Mundial e oferece uma das únicas paisagens do mundo, com alguns icebergs, a calota polar e o Fiorde Wolstenholme.                                                                         

## Linhas aéreas e destinos

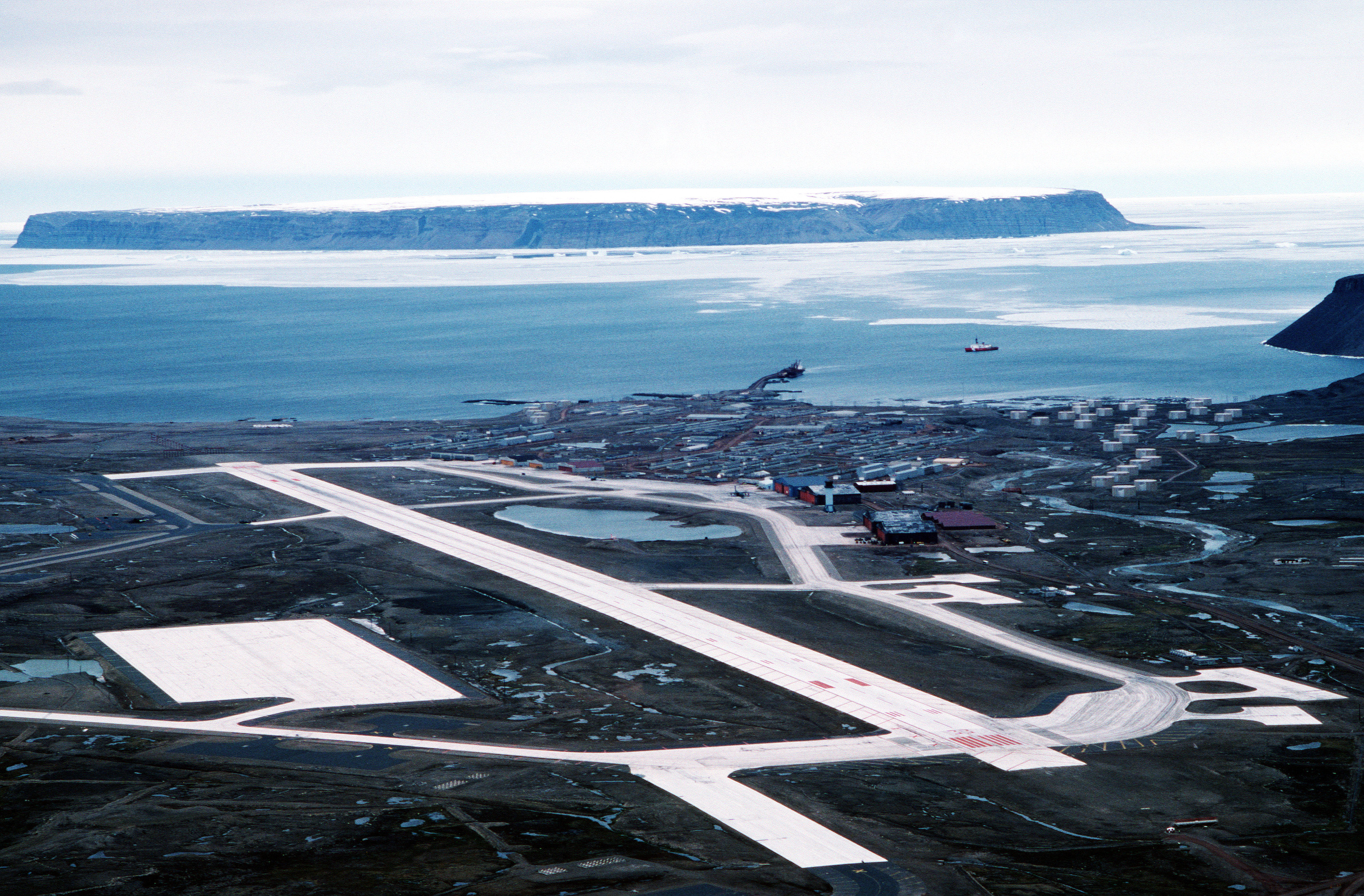
Fotografia aérea do Aeroporto de Thule tirada em 1989.

A Air Greenland serve o aeroporto com voos de avião para o Aeroporto de Qaanaaq e para o Aeroporto de Kangerlussuaq. Serve também com voos de helicóptero para Moriusaq e Savissivik e com voos internacionais para Copenhaga.

## Galeria

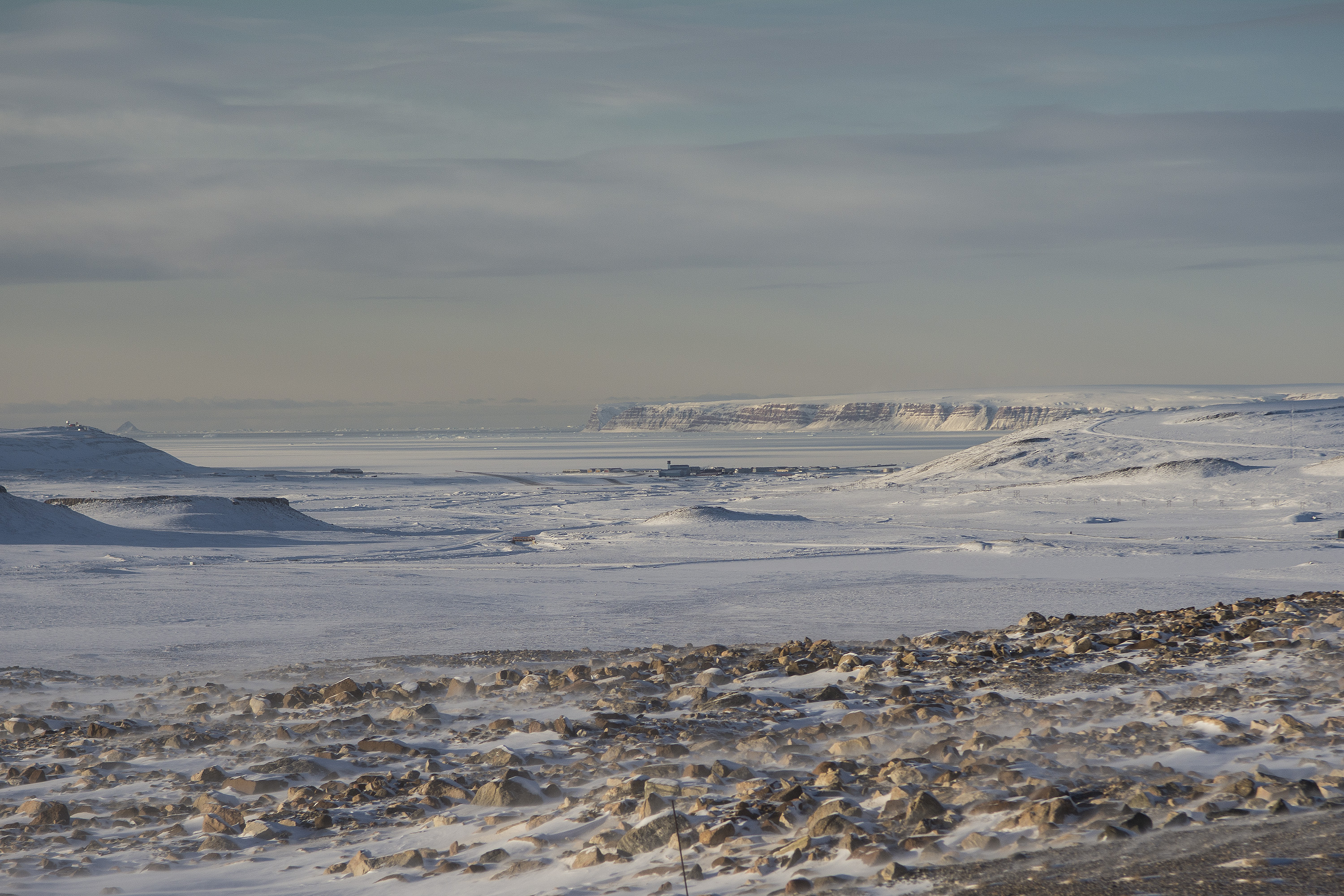
Vista da base
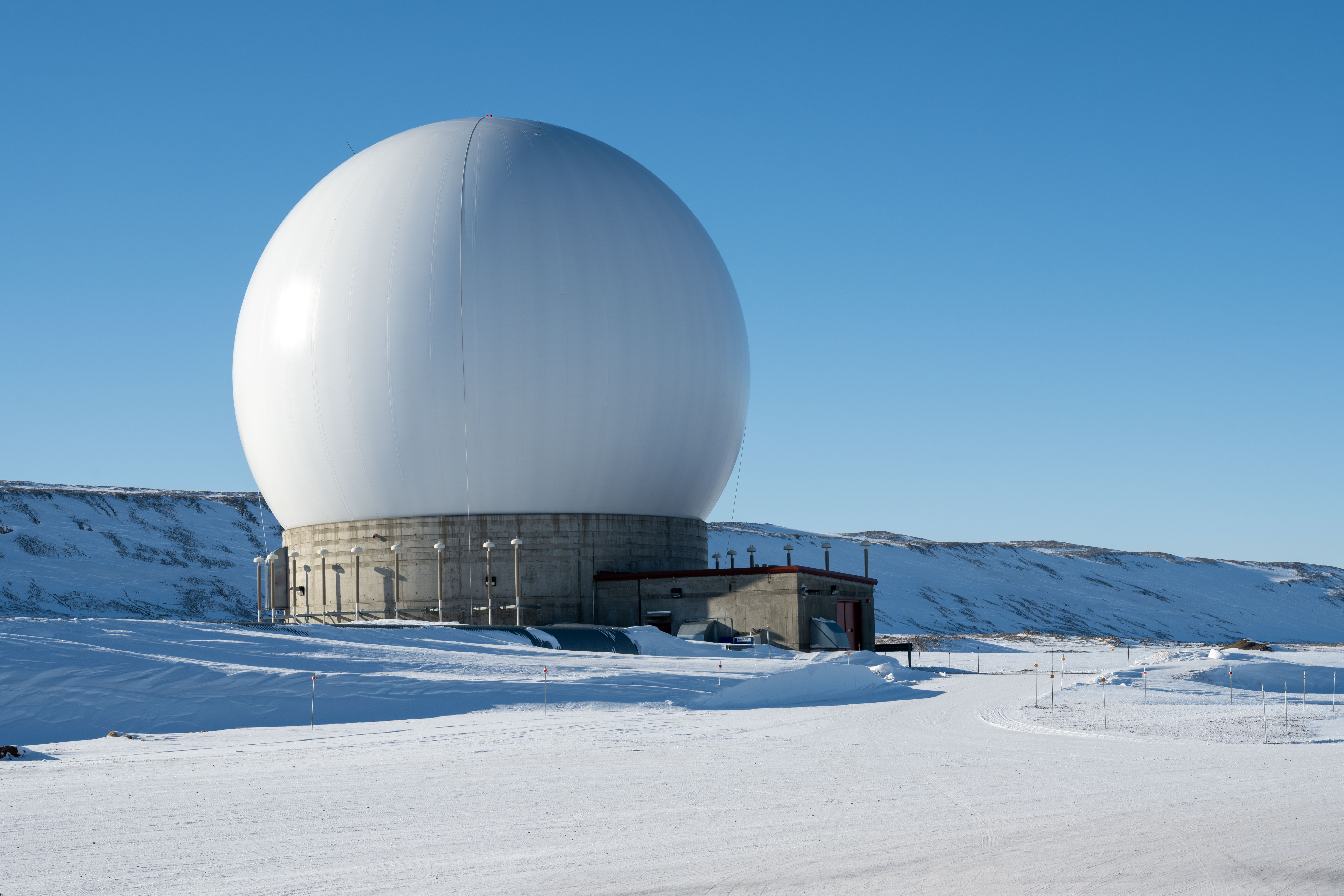
Instalações de radar
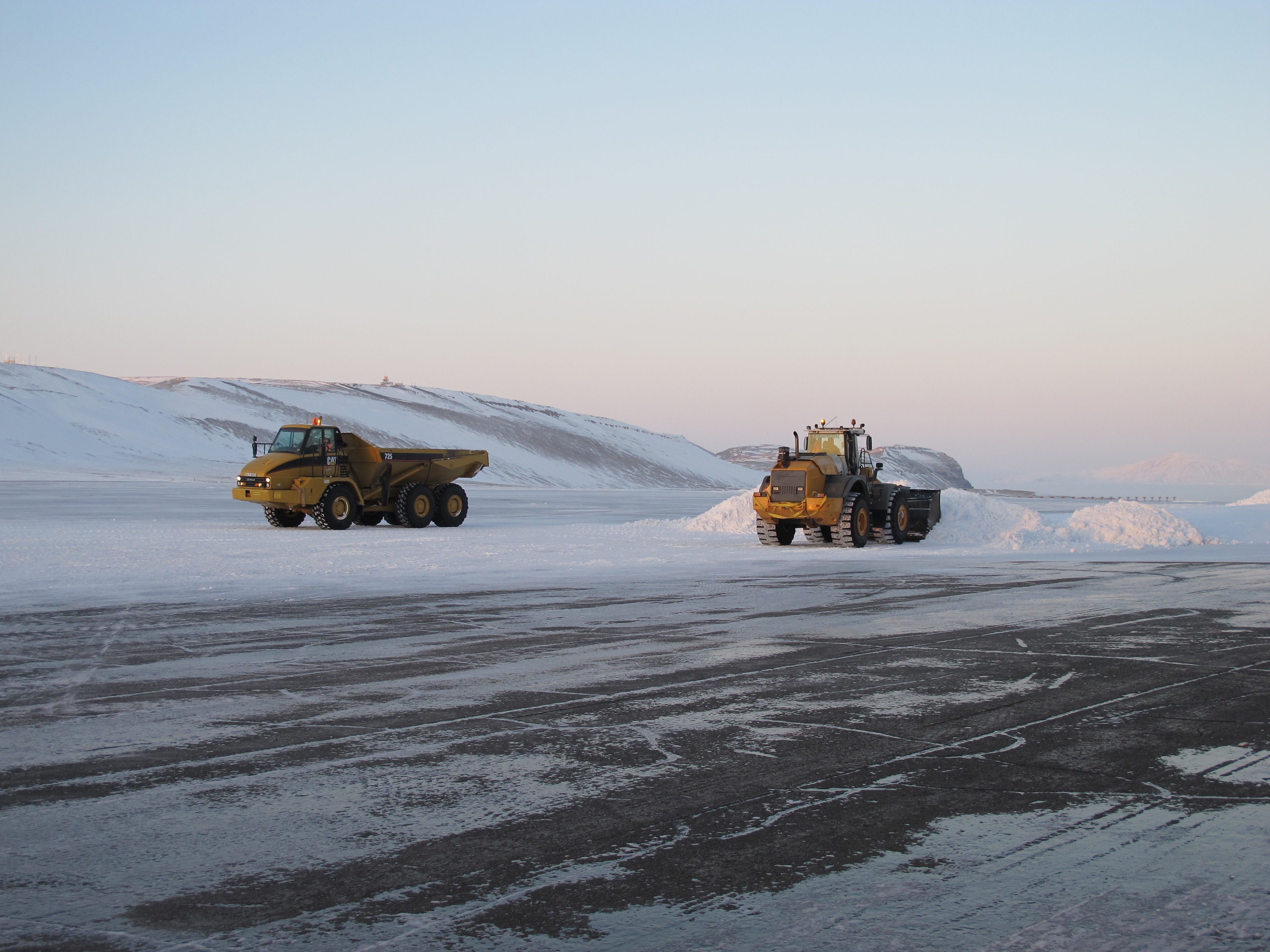
Limpeza da pista
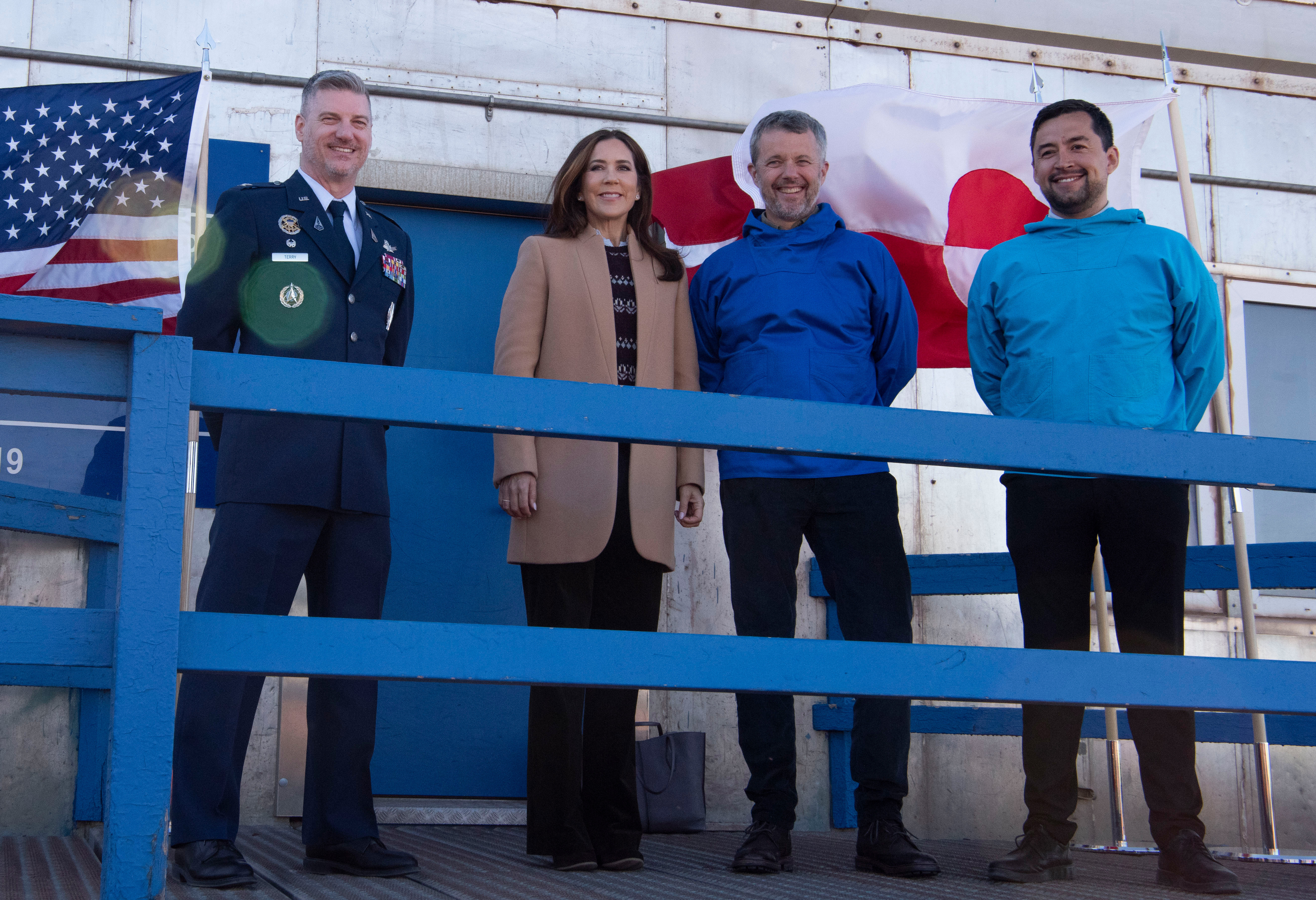
Visita do rei e rainha da Dinamarca, acompanhados pelo Primeiro-Ministro da Gronelândia